# Ouanne (Yonne)
Ouanne és un municipi francès, situat al departament del Yonne i a la regió de Borgonya - Franc Comtat. L'any 2007 tenia 698 habitants.

## Demografia

### Població
El 2007 la població de fet d'Ouanne era de 698 persones. Hi havia 296 famílies, de les quals 92 eren unipersonals (40 homes vivint sols i 52 dones vivint soles), 96 parelles sense fills, 92 parelles amb fills i 16 famílies monoparentals amb fills.
La població ha evolucionat segons el següent gràfic:
Habitants censats

### Habitatges
El 2007 hi havia 378 habitatges, 301 eren l'habitatge principal de la família, 58 eren segones residències i 19 estaven desocupats. 356 eren cases i 19 eren apartaments. Dels 301 habitatges principals, 240 estaven ocupats pels seus propietaris, 56 estaven llogats i ocupats pels llogaters i 5 estaven cedits a títol gratuït; 4 tenien una cambra, 18 en tenien dues, 55 en tenien tres, 77 en tenien quatre i 147 en tenien cinc o més. 217 habitatges disposaven pel capbaix d'una plaça de pàrquing. A 125 habitatges hi havia un automòbil i a 125 n'hi havia dos o més.

### Piràmide de població
La piràmide de població per edats i sexe el 2009 era:
| Homes | Edats   | Dones |
| ----- | ------- | ----- |
| 0     | 95 o +  | 4     |
| 0     | 90 a 94 | 4     |
| 4     | 85 a 89 | 20    |
| 0     | 80 a 84 | 8     |
| 4     | 75 a 79 | 12    |
| 24    | 70 a 74 | 0     |
| 12    | 65 a 69 | 36    |
| 28    | 60 a 64 | 44    |
| 16    | 55 a 59 | 12    |
| 12    | 50 a 54 | 16    |
| 36    | 45 a 49 | 12    |
| 40    | 40 a 44 | 20    |
| 24    | 35 a 39 | 28    |
| 36    | 30 a 34 | 36    |
| 12    | 25 a 29 | 16    |
| 12    | 20 a 24 | 4     |
| 12    | 15 a 19 | 20    |
| 28    | 10 a 14 | 20    |
| 24    | 5 a 9   | 12    |
| 36    | 0 a 4   | 16    |

## Economia
El 2007 la població en edat de treballar era de 429 persones, 317 eren actives i 112 eren inactives. De les 317 persones actives 291 estaven ocupades (158 homes i 133 dones) i 26 estaven aturades (12 homes i 14 dones). De les 112 persones inactives 39 estaven jubilades, 37 estaven estudiant i 36 estaven classificades com a «altres inactius».

### Ingressos
El 2009 a Ouanne hi havia 296 unitats fiscals que integraven 710 persones, la mediana anual d'ingressos fiscals per persona era de 16.884,5 €.

### Activitats econòmiques
Dels 36 establiments que hi havia el 2007, 1 era d'una empresa alimentària, 1 d'una empresa de fabricació d'altres productes industrials, 9 d'empreses de construcció, 14 d'empreses de comerç i reparació d'automòbils, 1 d'una empresa de transport, 1 d'una empresa d'hostatgeria i restauració, 1 d'una empresa d'informació i comunicació, 1 d'una empresa financera, 2 d'empreses immobiliàries, 2 d'empreses de serveis i 3 d'entitats de l'administració pública.
Dels 11 establiments de servei als particulars que hi havia el 2009, 1 era una oficina bancària, 3 tallers de reparació d'automòbils i de material agrícola, 1 guixaire pintor, 2 fusteries, 1 lampisteria, 1 electricista, 1 empresa de construcció i 1 agència immobiliària.
Dels 3 establiments comercials que hi havia el 2009, 1 era una botiga de més de 120 m², 1 una botiga de menys de 120 m² i 1 una fleca.
L'any 2000 a Ouanne hi havia 26 explotacions agrícoles que ocupaven un total de 2.772 hectàrees.

## Equipaments sanitaris i escolars
L'únic equipament sanitari que hi havia el 2009 era una farmàcia.
El 2009 hi havia 1 escola maternal i 1 escola elemental.

## Poblacions més properes
El següent diagrama mostra les poblacions més properes.